# Nicanor (général d'Antigone)
Pour les articles homonymes, voir Nicanor.
Nicanor (en grec ancien Νικάνωρ / Nikanôr) est un général macédonien qui a suivi le parti d'Antigone le Borgne durant les guerres des Diadoques au IVe siècle av. J.-C.

## Biographie
La carrière de Nicanor n'est pas clairement établie, étant donné qu'il possède de nombreux homonymes. Il est peut-être le Nicanor mentionné comme étant le fils de Balacros, un sômatophylaque d'Alexandre le Grand, né d'une autre femme que Phila. Il est aussi parfois confondu avec Nicanor désigné satrape de Cappadoce aux accords de Triparadisos.
Nicanor s'attache au parti d'Antigone le Borgne, qu'il accompagne dans la guerre contre Eumène de Cardia et négocie auprès des Argyraspides la reddition de ce dernier après la bataille de Gabiène (316). Antigone lui confie la satrape de Médie, après l'exécution de Peithon en 315, en lui assignant également le commandement des satrapies supérieures. Il occupe ses fonctions jusqu'en 311, date à laquelle commence la guerre babylonienne entre Antigone et Séleucos. Il marche contre Séleucos après avoir rassemblé une force importante, mais est vaincu lors du passage du Tigre, ses soldats ayant été massacrés ou étant passés à l'ennemi. Son sort reste incertain : Diodore écrit que Nicanor échappe au massacre et s'enfuit dans le désert, d'où il aurait écrit à Antigone pour demander de l'aide ; cependant, Appien écrit qu'il a été tué dans la bataille.